# خطماء قزمة
خطماء قزمة (الاسم العلمي:Trombicula pumilis) هي نوع من الحيوانات يتبع جنس الخطماء من فصيلة الخطميات.